# 毛果风毛菊
毛果风毛菊（学名：Saussurea pubescens），又名绢毛风毛菊，为菊科风毛菊属的植物，为中国的特有植物。分布于中国大陆的西藏等地，生长于海拔5,150米的地区，见于山坡，目前尚未由人工引种栽培。